# Edward Lindahl (skolman)
Edward Waldemar Lindahl, född 22 augusti 1845 i Asarums socken, Blekinge län, död 14 november 1917 i Malmö S:t Pauli församling, var en svensk läroverkslektor och kommunalpolitiker (höger).

## Biografi
Lindahl blev student vid Lunds universitet] 1862, filosofie kandidat där 1867, disputerade för filosofie doktorsgraden 1868 på avhandlingen Om staden Carlshamn: några historiska och statistiska anteckningar och var därefter verksam som extralärare i samma stad 1868–1871. År 1871 blev han adjunkt vid högre allmänna läroverket för gossar i Malmö (nuvarande Malmö latinskola) och tjänstgjorde som lektor från 1872 tills han 1887 blev ordinarie lektor i historia, geografi och modersmål, en befattning som han behöll fram till 1910.
Lindahl var även kamrer och sekreterare i Sparbanken Bikupan i Malmö från 1873, styrelseledamot och biträdande direktör för Kristianstads enskilda banks avdelningskontor i Malmö 1887–1896, ledamot av stadsfullmäktige från 1887 och dess ordförande åren 1907–1917. Han var bland annat även sekreterare i Malmö industriförening 1891–1907, ledamot av styrelsen för Svenska stadsförbundet 1908–1917 och vice ordförande i styrelsen för Baltiska utställningen i Malmö 1914, en utställning som han i egenskap av stadsfullmäktiges ordförande tog initiativ till.
Lindahl var också en av de tio stiftarna av Sällskapet Heimdall. Han blev riddare av Vasaorden 1896 och av Nordstjärneorden 1900, kommendör av andra klassen av Vasaorden 1909, riddare av Carl XIII:s orden 1912 och kommendör av första klassen av Vasaorden 1914.
Lindahl medverkade redan från tidigt 1870-tal i Sydsvenska Dagbladet Snällposten, där hans stora teaterintresse tog sig uttryck i en mängd recensioner. Utöver detta skrev han även ett stort antal artiklar och följetonger i tidningen. Han startade 1878 den kvalitativt högtstående veckotidningen Nutiden, vilken dock fick läggas ned efter några år.
I egenskap av ordförande i stadsfullmäktige strävade han efter att jämka samman parternas ståndpunkter och drev aldrig någon konfrontationspolitik. Han gjorde också mycket för att mildra nöden bland de fattiga i staden. Detta, i kombination med sin vänlighet och frihet från högfärdslater, gjorde honom högt aktad även av sina politiska motståndare. År 1935 fick han en gata uppkallad efter sig i Malmö, något som var mycket ovanligt för en högerpolitiker under det mångåriga socialdemokratiska styret i staden.
Edward Lindahl var son till handlanden Otto Leonard Lindahl och Dorothea Cecilia, född Hägg. Han var gift med Fanny, född Nordström, dotter till handlanden Josef Frans Oskar Nordström och Helena Charlotta Dahl, och de fick två söner och två döttrar.